# 希伯德 (愛達荷州)
希伯德（英語：Hibbard）是位於美國愛達荷州麥迪遜縣的一個非建制地區。該地的面積和人口皆未知。

## 地理
希伯德的座標為43°51′19″N 111°50′19″W / 43.85528°N 111.83861°W，而該地的平均海拔高度為1478米（即4849英尺）。